# Arpajon-sur-Cère
Arpajon-sur-Cère je naselje in občina v osrednjem francoskem departmaju Cantal regije Auvergne. Leta 2008 je naselje imelo 5.964 prebivalcev.

## Geografija
Kraj se nahaja v pokrajini Auvergne ob reki Cère, 4 km jugovzhodno od središča Aurillaca.

## Uprava
Arpajon-sur-Cère je sedež istoimenskega kantona, v katerega so poleg njegove vključene še občine Labrousse, Prunet, Teissières-lès-Bouliès, Vézac in Vezels-Roussy s 8.449 prebivalci.
Kanton Arpajon-sur-Cère je sestavni del okrožja Aurillac.

## Zanimivosti
- srednjeveška utrdba Château de Montal
- srednjeveško baročni grad Château de Conros, od 1991 na seznamu francoskih zgodovinskih spomenikov.